# Ода радості (картина)

## Закохані на узбережжі
Музей-садиба Рєпіна «Пенати» розташована неподалік від узбережжя Балтійського моря. Шляхетна поведінка того часу ґрунтувалась на стереотипах дворянської садибної культури — гуляння в парку, збирання панночками букетів, катання з дівчатами на човнах по ставку і прогулянки узбережжям.
Ілля Рєпін насадив парк для гулянь в садибі Пенати і навіть попіклувався про декілька садових павільйонів в екзотичних стилях. Але великий ставок при садибі владнати не вдалося. Тому гості перебиралися іноді блукати на узбережжя моря, що цілком заміняло і гуляння в парку, і присадибний ставок.
Одного разу Рєпін став свідком залицянь товстого, незграбного і буржуазно-обережного пана до високої і стрункої пані. Та забажала гулянь поблизу води, а потім ступила у воду. Стурбований кавалер підтримав панну за руку, але та, підхопивши пелену, прямувала по воді. Замочені пелена сукні та ноги не зупиняли — бо дуже хотілося волі, простору, пригод. Пригодою і стало гуляння по хвилях на узбережжі.
Рєпін пильно вдивлявся в трохи комічну сміливість панни та її незграбного кавалера, що йшов переважно по піску. І зробив їх обох персонажами своєї картини, не послаблюючи ні комічного ефекту, однак не впадаючи ні в сарказм чи осуд, ні в карикатуру. Цю невеличку картину і досі можна бачити в садибній галереї картин «Пенати».

## Ода радості
Зовсім інший характер мала друга картина художника на подібну ж тему з не досить влучною назвою «Який простір!». Ми бачимо те ж узбережжя Балтики, хвилі і майже ту ж ситуацію. Закохана пара ступила у воду і радіє пригоді. Але все тут інше: розбурхане море, ніякої комічності у залицяннях молодого парубка до тендітної дівчини, відсутність примх у панночки. Між ними довіра і готовність дівчини іти за нареченим хоч на край світу. Ймовірно, що й ініціатором гулянь по воді була не дівчина, а парубок. Розділене кохання, повінь в почуттях і спонукали того до патетики в поведінці, до сміливого вчинку гуляти по хвилях розбурханого моря. І славити це море, цю дівчину, цей світ, що за наявності кохання стає одою радості.